# Nagiel

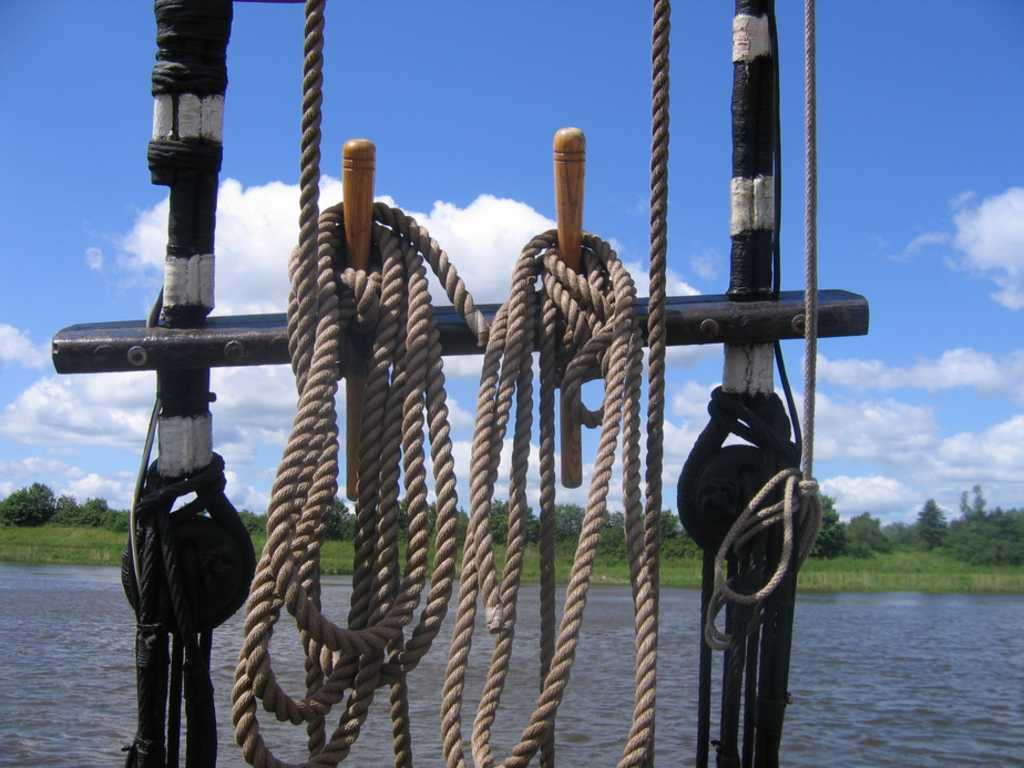

Nagiel, kołek (ang. belaying pin) – drewniany lub metalowy, odpowiednio ukształtowany kołek, włożony pionowo, do połowy długości w otwór nagielbanku (kołkownicy). Służy do obkładania (mocowania) lin. Spełnia podobną rolę jak knaga, z tym że znacznie łatwiej na nim pracować, gdy jak to bywa na żaglowcach jedną linę wybiera wiele osób. Kiedyś liny produkowane były z włókien naturalnych (np. sizal, konopie siewne, juta, bawełna) znacznie zatem zmieniały długość zależnie od zmian wilgotności. Przez to pracująca pod dużym obciążeniem zaknagowana lina mogła zacisnąć się tak, że jedynym sposobem, aby ją zwolnić było przecięcie liny. Aby tego uniknąć na naglach nie stosowano węzła knagowego, a jedynie wielokrotnie linę obwijano "w ósemkę" naprzemiennie wokół górnej i dolnej części nagla. Wolną część liny swobodnie (bez związywania) buchtowano na górnej części nagla. Obecnie, gdy liny żeglarskie produkowane są nieomal wyłącznie z włókien syntetycznych praktycznie nie ma ryzyka zaciśnięcia się jej na naglu. Na wielu żaglowcach dopuszcza się, a nawet zaleca parokrotne "ósemkowe" obwinięcie liny wokół nagla, a na koniec (zwłaszcza dla cieńszych lin) użycie węzła knagowego.

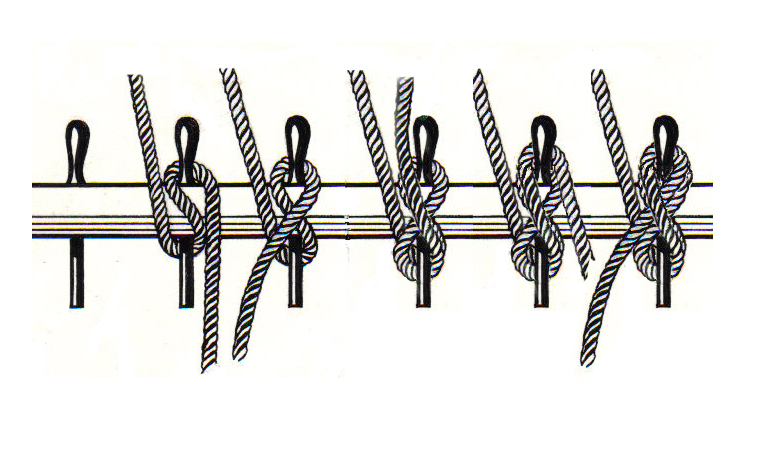
Parokrotne "ósemkowe" obwinięcie liny wokół nagla, a na koniec użycie węzła knagowego. Wolną część liny należy zwinąć na górnej części nagla lecz bez wiązania buchty.